# Thrypticomyia decussata
Thrypticomyia decussata is een tweevleugelige uit de familie steltmuggen (Limoniidae). De soort komt voor in het Australaziatisch gebied.